# Амади-Унаре
Амади-Унаре (фр. Hamady Ounaré) — город и коммуна на северо-востоке Сенегала, на территории области Матам. Входит в состав департамента Канель.

## Географическое положение
Город находится в восточной части области, к западу от реки Сенегал, вблизи границы с Мавританией, на расстоянии приблизительно 465 километров к востоку-северо-востоку (ENE) от столицы страны Дакара. Абсолютная высота — 28 метров над уровнем моря.

## Население
По оценочным данным Национального агентства статистики и демографии Сенегала (Agence nationale de la statistique et de la démographie) численность населения Амади-Унаре в 2010 году составляла 10 628 человек, из которых мужчины составляли 51,1 %, женщины — соответственно 48,9 %.

## Транспорт
Ближайший аэропорт находится в городе Уро-Соги. Через город проходит национальная автотрасса N2.